# N42 (Demokratische Republik Kongo)
Die N42 ist eine Fernstraße in der Demokratischen Republik Kongo, die in Kadimaiba an der Zufahrt zu der N1 beginnt und in Lusambo endet. Sie ist 126 Kilometer lang.